# Камелия (певица)
Камелия Владимирова Вескова (болг. Камелия Владимирова Вескова), более известна просто как Камелия; род. 10 января 1971, Чипровци, Болгария) — болгарская поп-фолк певица, актриса и ведущая.

## Биография
Камелия родилась 10 января 1971 года в городе Чипровци. Её музыкальная карьера началась с 11-летнего возраста, в качестве солистки школьного хора, который исполняли русские песни. В 1994 году впервые услышала песню группы Metallica. До карьеры певицы она побеждала в конкурсах красоты «Мисс Чипровци» и «Мисс Монтана». Параллельно с этим Камелии и сделала свои первые шаги как певица. Начала ездить на гастроли с болгарской группы «Агат». Её наставник — сами участники из этой группы. Начала петь на свадьбах и крестинах в Северо-западной части страны, как солистка группы под руководством Азановом Велиновым.

## Музыкальная карьера

### 1997—2000: Начало:Огън-момичеиЗлатна Рибка
С 1996 года Камелия вдаваясь серьёзно в пении и с тех пор и до сегодня её музыкальная карьера стала очень красочной и разнообразной. В августе 1997 года она подписала договор с звукозаписывающей компанией «Пайнер» в Димитровграде. Её популярность росла с каждым днём, а концерты и в клубы и дискотеки становились неотъемлемой частью её повседневной жизни. В 1998 году закончила работу над дебютным альбомом и в сентябре того же года выпустила свой первый альбом Огън-момиче (рус. Девушка-огонь). Этот альбом стал успешным за 1998 год. А песня Защо повярвах (рус. Почему ты поверил) стал хитом № 1 по мнению компании «Пайнер» и журнала «Нови фолк». Её альбом продал тиражом 90 000 экземпляров. В конце 1999 года выпустила ещё один альбом Златна рибка (рус. Золотая рыбка).
В апреле 2000 года компания «Пайнер» и Болгарская ассоциация музыкальных продюсеров (БАМП) её альбом стал золотым. Общий тираж составил 200 000 экземпляров. Из них 30 000 на компакт-диск, и это делает его самым продаваемым за год в стране, как в конце года даже стал платиновым.

### 2001 — 06: Успех и роль ведущей
Камелия запустила песню Къде си ти (рус. Где ты), которая стала хитом. А видеоклип на эту песню стал первым видеоклипом, которая была показана на телеканале Планета. В конце года певица приняла участие на фестивалеЗолотой мустанг в Варне.
В 2009 году она стала ведущей юмористической программы Голямата уста (рус. Большой рот) на телеканале Нова ТВ.

### 2012 — 16: Ещё раз успех как ведущая, разрыв контракта с Пайнер и открытие собственной студии.
В марте 2012 года на ежегодной музыкальной премии на телеканала Планета Камелия получила специальный приз за 15 лет карьеры и представила свою новую песню Лошо действаш ми (рус. Плохо делаешь мне). В марте 2012 года участвовала в комедийном сериале Ракия Sunrise, который являлся частью Шоу Славы по bTV.
В 2013 году Камелия стала ведущей конкурса Мисс Болгария вместе с актёром Кирилом Ефремовым. Осенью 2013 года Камелия вернулась как телеведущая в программе Марс и Венера на телеканале Нова ТВ.
В начале 2014 года Камелия выпустила видеоклип на песню Престъпно е (рус. Преступник). В октябре того же года она окончательно разорвала контракт с Пайнер. В том же году Камелия открыла собственную звукозаписывающую компанию Камс Продакшън.

## Дискография

### Студийные альбомы
- 1998 — Огън-момиче / Девушка-огонь
- 1999 — Златна рибка / Золотая рыбка
- 2002 — Нещо горещо / Очень горячо
- 2005 — Има любов  / Любовь существует
- 2010 — Проект 13 / Проект 13

### Сборники
- 2006 — Целувай ме + Best Collection / Целуй меня + Лучшая коллекция
- 2012 — Златните хитове на Камелия / Золотые хиты Камелии